# Fromageries Arnaud Frères
Pour les articles homonymes, voir Arnaud.
La société Fromageries Arnaud Frères est une entreprise de l'industrie agroalimentaire ayant son siège à Poligny dans le Jura, en Bourgogne-Franche-Comté. 
Elle est particulièrement spécialisée dans l'achat, l'affinage et la revente de fromages franc-comtois : notamment, les meules de comté par le biais de locaux sis à Poligny et aux Rousses. Dans de moindres volumes, elle exerce également son activité pour le morbier, mont d'Or, bleu de Gex... 

## Historique
En 1907, l'entreprise Fromagerie Arnaud est fondée à Poligny par Jules-Charles Arnaud, pour le négoce et l'affinage des fromages de comté.
Ses deux fils Jules et Charles lui succèdent, puis son petit-fils Jean-Charles.
En 1937, Charles Arnaud crée sa marque « JuraFlore ». Le nom est inspiré de la flore du Jura, qui parfume le lait des vaches montbéliardes, collectés et transformés par les agriculteurs de la région associés en fruitières, et du célèbre Café de Flore du boulevard Saint-Germain à Paris, où il envoie des fromages à partir des années 1930. 
En 1985, Jean-Charles Arnaud effectue son service militaire en tant qu’Élève officier de réserve instructeur escalade au centre national d'entraînement commando 23 du fort des Rousses. En 1996, devenu PDG de la société, Jean-Charles Arnaud achète une importante partie du fort démilitarisé, au ministère de la Défense, et transforme progressivement les 50 000 m2 de salles voûtées et plusieurs kilomètres de galeries souterraines en caves d’affinage.

## Provenance des fromages

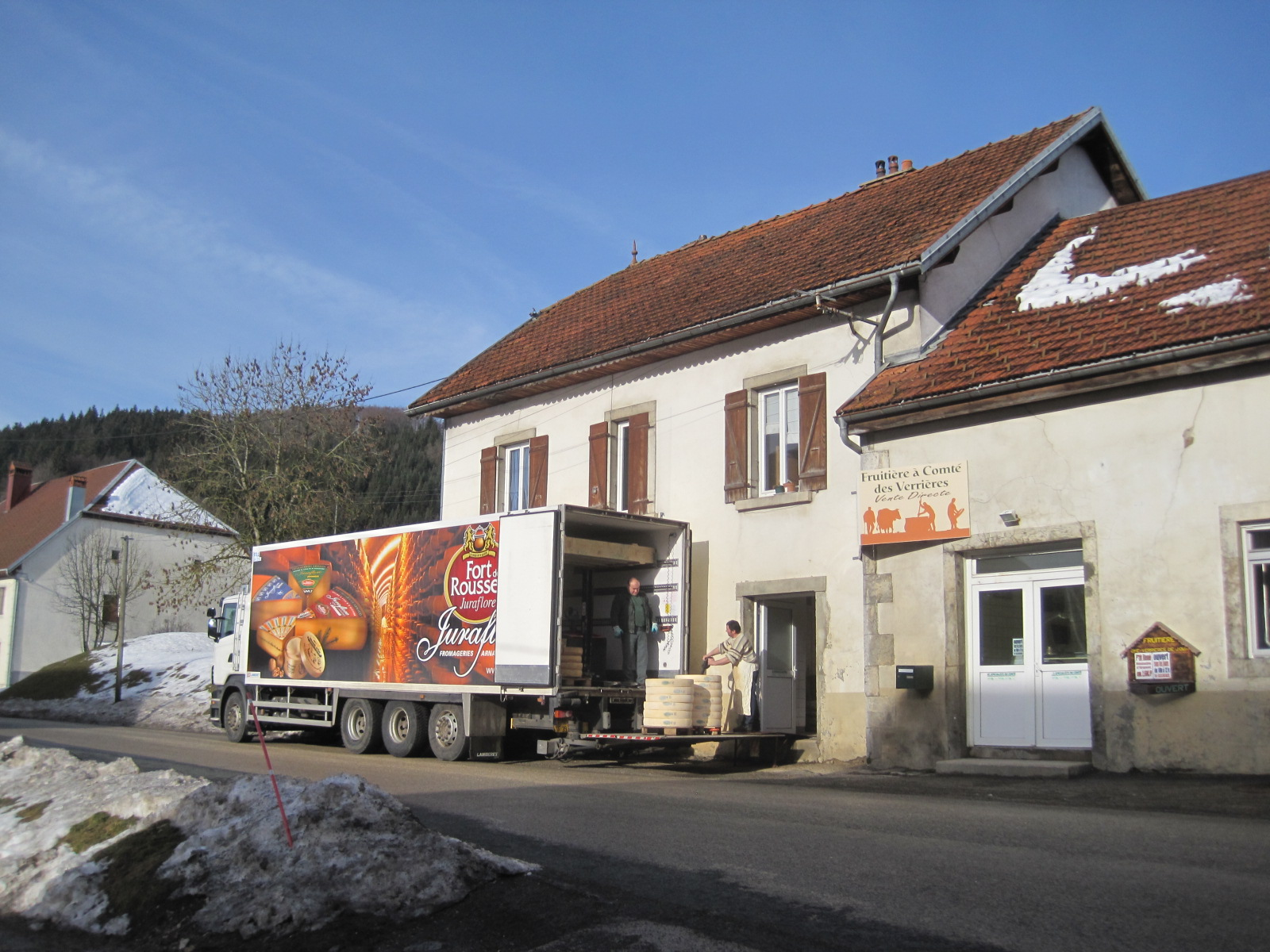
Collecte dans une fruitière des meules de comté achetées aux agriculteurs par la société Fromageries Arnaud Frères

Les agriculteurs associés en coopératives agricoles, les fruitières, vendent les gros volumes de fromages à la Fromageries Arnaud Frères. Cette dernière s'investit aussi dans la transformation du lait pour une fabrication de Mont d'Or via sa laiterie de Longevilles.

## Les bâtiments d'affinage
L'entreprise Fromageries Arnaud Frères exploite des bâtiments situés dans deux lieux d'affinage : Poligny et Les Rousses.

### Bâtiment de Poligny

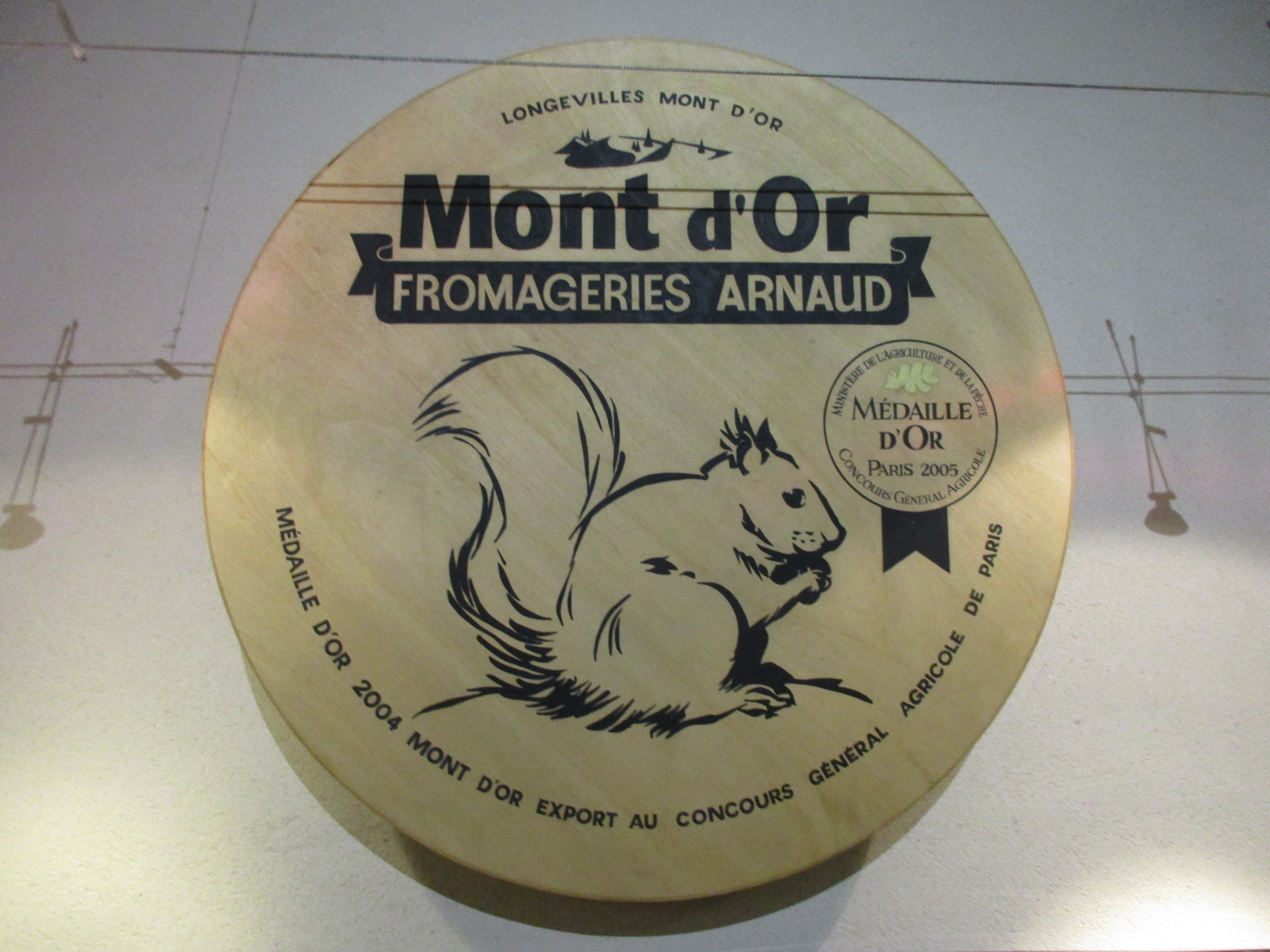
La société Fromageries Arnaud Frères fait fabriquer du Mont d'Or par sa filiale Longevilles Mont d'Or Fromagerie Arnaud

Le bâtiment de Poligny possède une surface de 12 000 m2 et une capacité d'affinage de 65 000 meules annuelles.

### Fort des Rousses

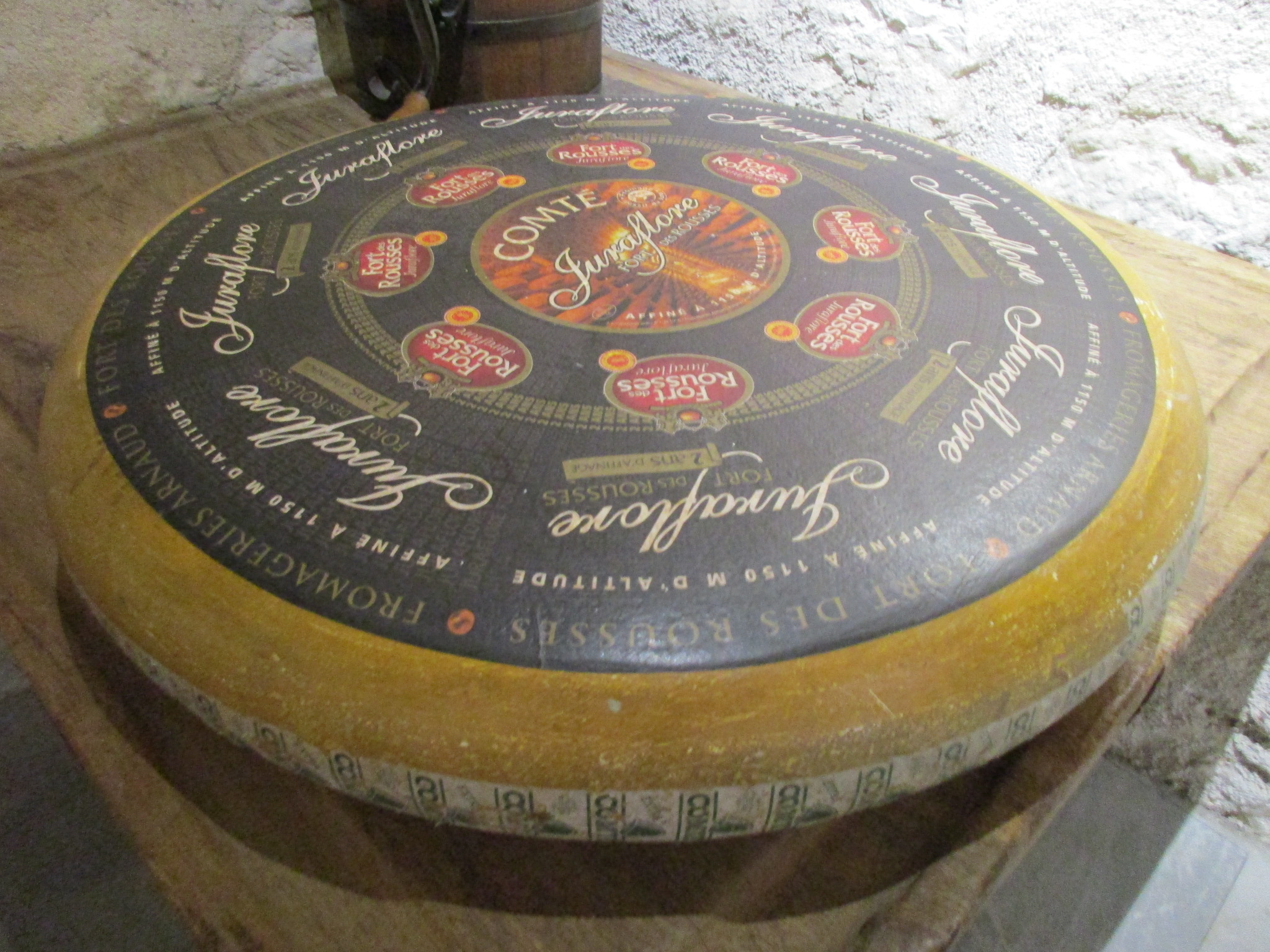
Une meule d'appellation comté produite par une fruitière inconnue, affinée par la société Fromageries Arnaud Frères et portant sa marque commerciale Juraflore

INAO

Le bâtiment situé aux Rousses est une forteresse nommée Fort des Rousses. Elle est le 2ème plus grand ensemble fortifié de France avec 21 hectares à l’intérieur des murs d’enceinte, située à la frontière franco-suisse. Cet ensemble est à 1150 m d'altitude à 60 km au sud-est de la fromagerie familiale de Poligny). Avec plus de 5 hectares de salles voûtées et plusieurs kilomètres de galeries souterraines isolées du climat extérieur grâce à 14 m d’épaisseur de terre et de pierres par endroits, il y règne toute l’année un effet de régulation naturelle et homogène de température et d'humidité (environ 7 à 14 °C) et un effet de circulation des fluides d'air naturel du sol à la voûte dans la totalité des caves (effet Coandă). Il a une capacité de stockage de plus de 150 000 meules annuelles achetés à une trentaine de fruitières de la région, commercialisées sous la marque familiale JuraFlore Fort des Rousses.

Caves d'affinage du Fort des Rousses
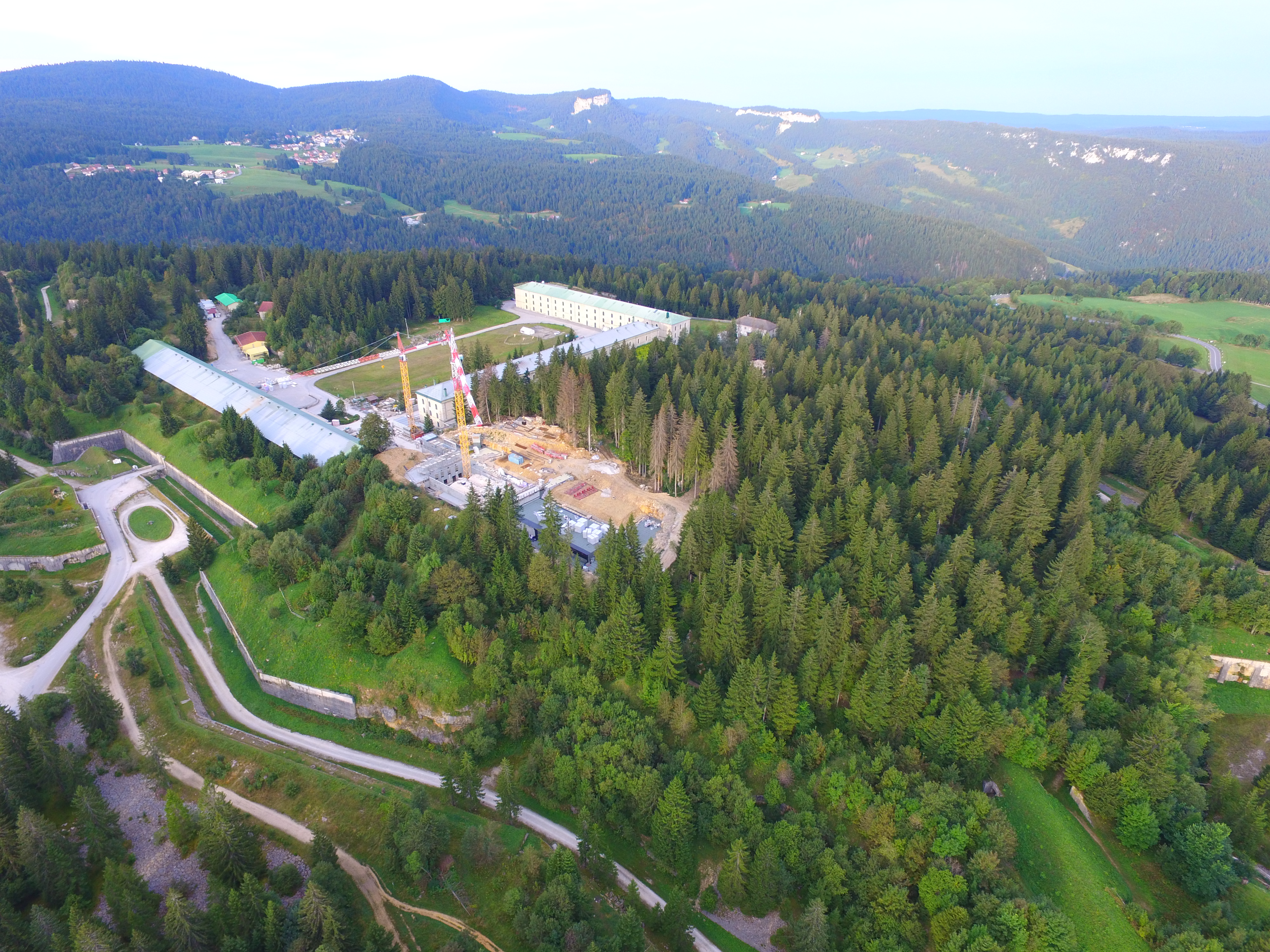
Fort des Rousses
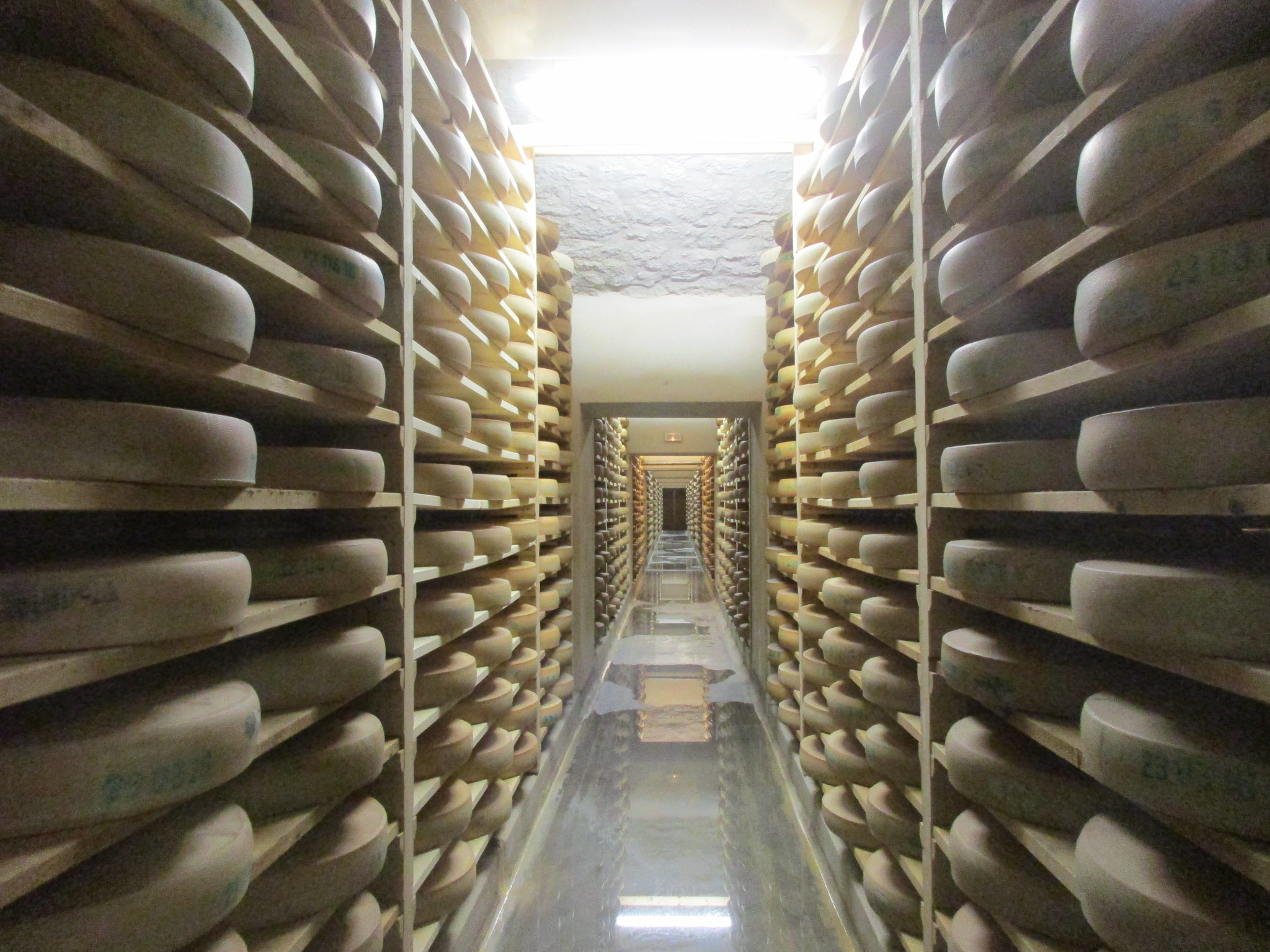
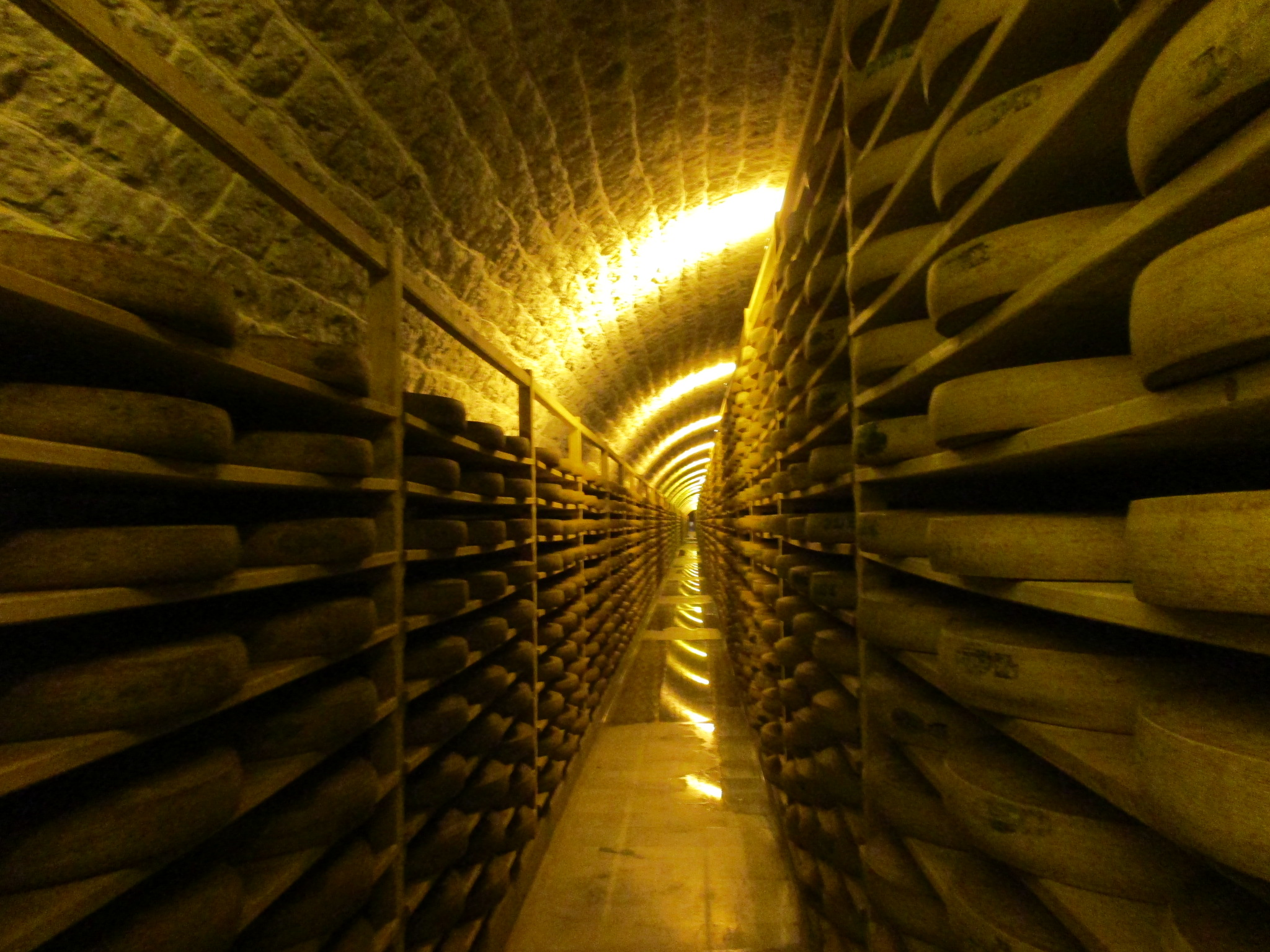
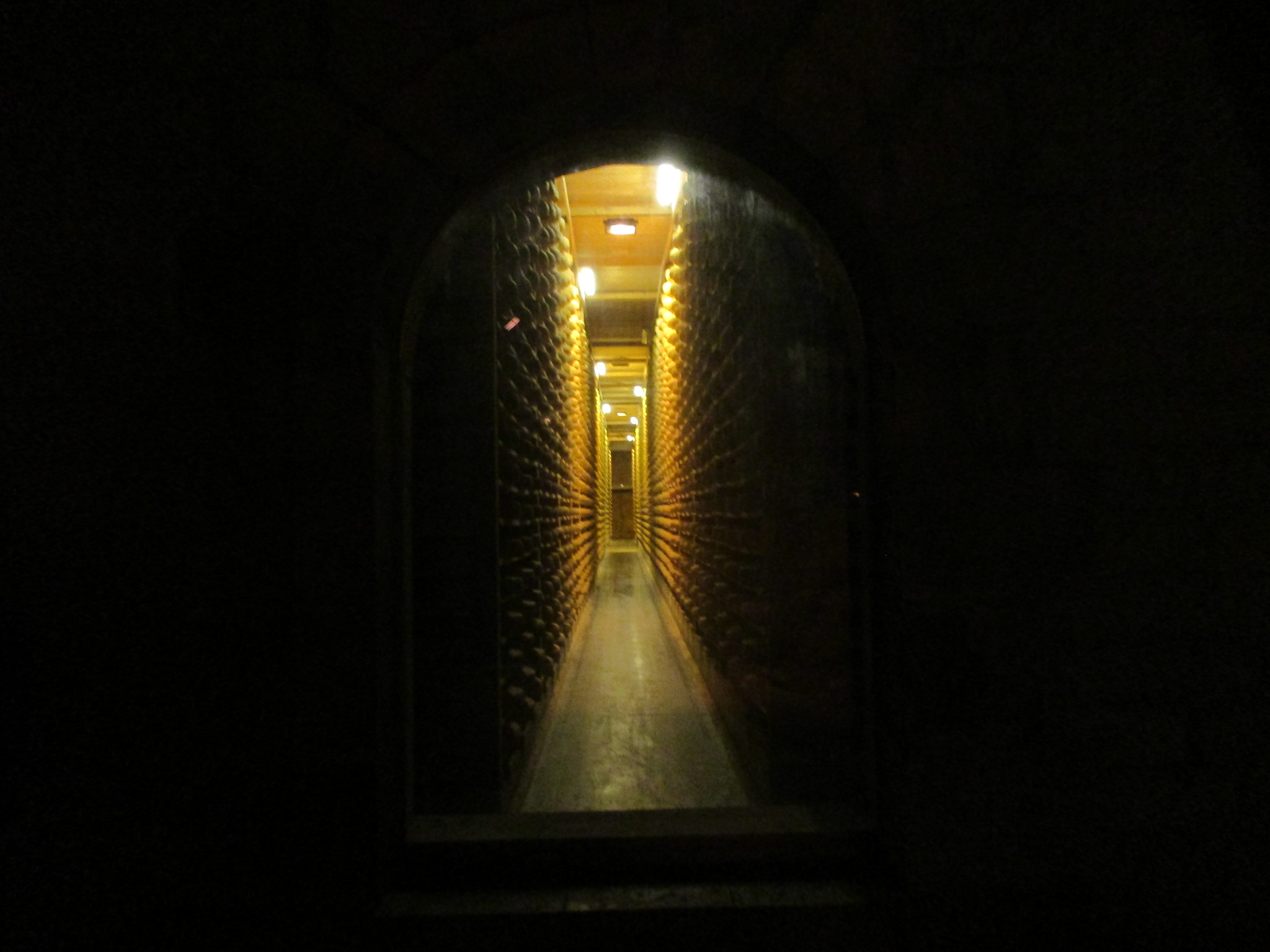
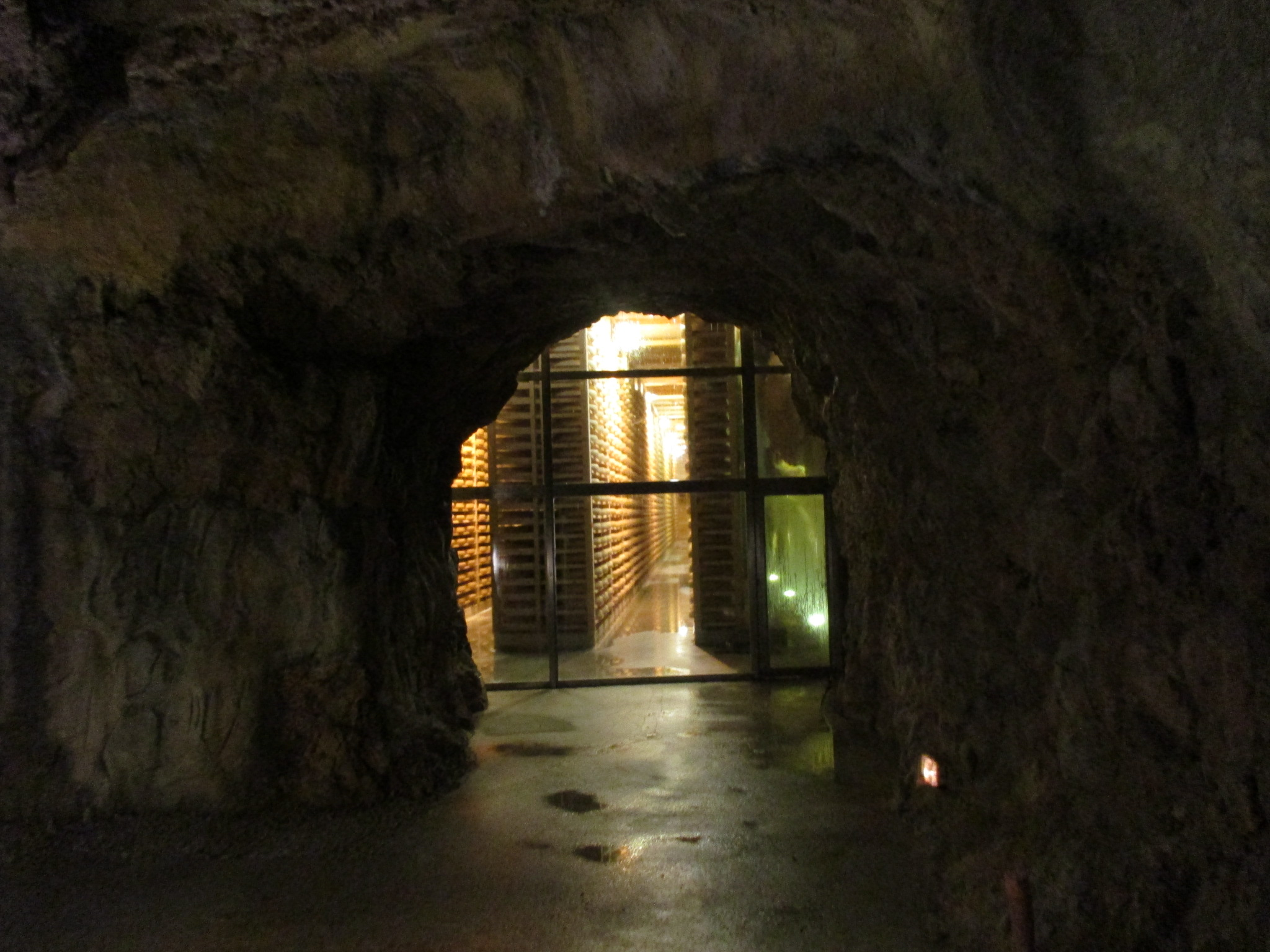
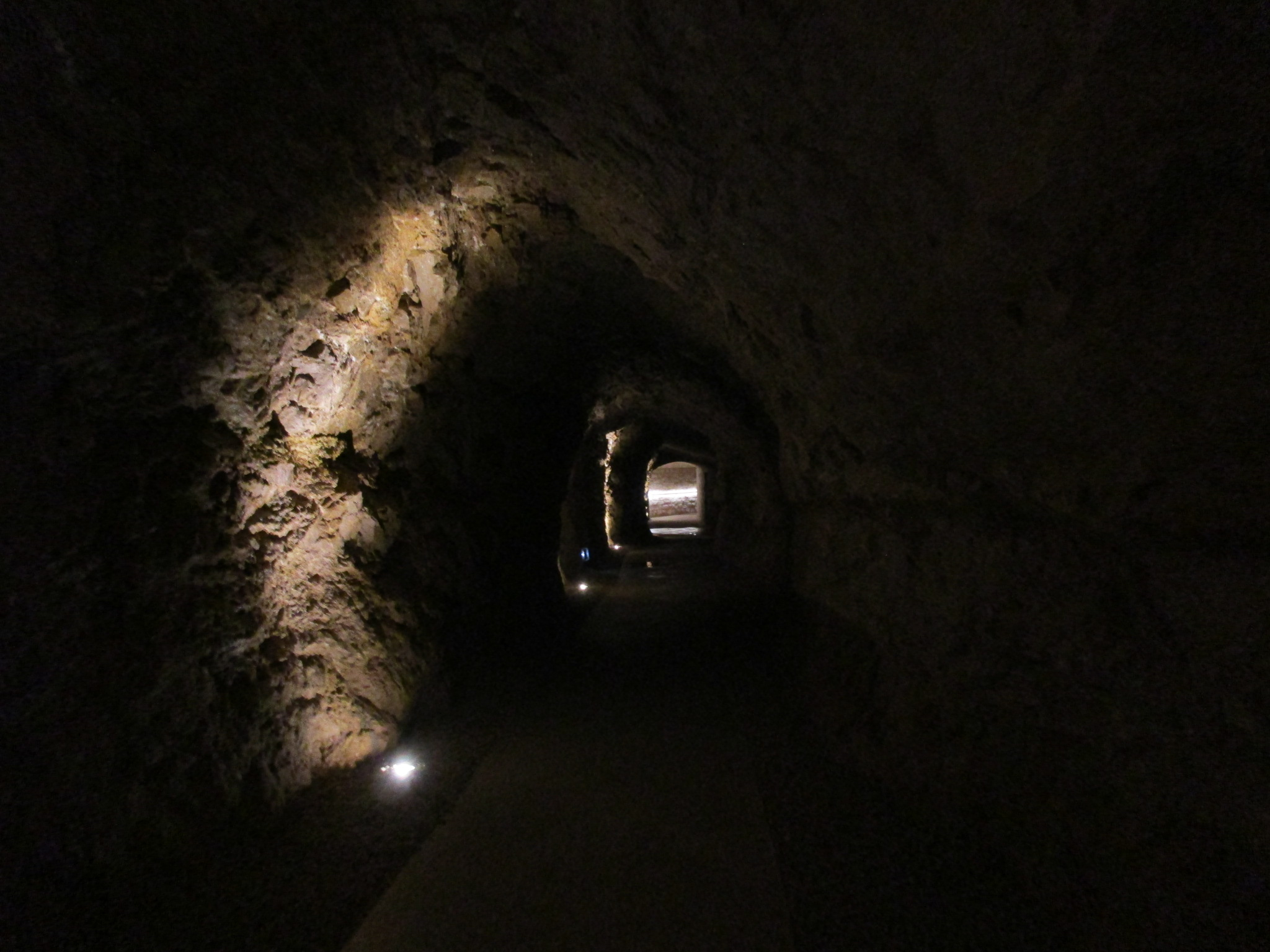

## Jean-Charles Arnaud
En 2013, Jean-Charles Arnaud est désigné président de l'institut INAO (Institut national de l'origine et de la qualité, du Ministère de l'Agriculture), par le ministre de l'Agriculture, de l'Agroalimentaire et de la Forêt Stéphane Le Foll, (comité français chargé de définir et rédiger les textes de loi régissant toutes les Appellations d’Origine laitières et agro-alimentaire française AOC) : 
- 1996 membre du Comité national des produits laitiers (CNPL), et membre de la filière produits laitiers de l'INAO
- 2004 nommé président du Comité national des produits laitiers
- 2007 président du Comité national des appellations d'origine laitières, agroalimentaires et forestières, et vice-président de l'Institut INAO
- Ambassadeur et porte parole national des produits « fabriqués en France » (Made in France)